# Pontal
Pontal là một đô thị ở bang São Paulo của Brasil. Đô thị này nằm ở vĩ độ 21º01'21" độ vĩ nam và kinh độ 48º02'14" độ vĩ tây, trên khu vực có độ cao 515 m. Dân số là 35.560 người.. Đô thị này có diện tích 356,38 km².

## Thông tin nhân khẩu
Dữ liệu dân số theo điều tra dân số năm 2000
Tổng dân số: 29.681
- Thành thị: 28.585
- Nông thôn: 1.096
- Nam giới: 15.049
- Nữ giới: 14.632

Mật độ dân số (người/km²): 83,54
Tỷ lệ tử vong trẻ sơ sinh dưới 1 tuổi (trên một triệu người): 15,16
Tuổi thọ bình quân (tuổi): 71,60
Tỷ lệ sinh (số trẻ trên mỗi bà mẹ): 2,87
Tỷ lệ biết đọc biết viết: 87,68%
Chỉ số phát triển con người (HDI-M): 0,792
- Chỉ số phát triển con người - Thu nhập: 0,753
- Chỉ số phát triển con người - Tuổi thọ: 0,777
- Chỉ số phát triển con người - Giáo dục: 0,845

(Nguồn: IPEADATA)